# 백현우
백현우(白現宇, 2001년 2월 12일 ~ )는 대한민국의 바둑 기사이다.

## 약력
광주 출신으로 한종진 바둑도장에서 바둑을 배웠다. 지도 사범은 백홍석과 김세동, 한웅규 등이다. 2019년 문화체육관광부장관배 전국학생바둑대회 학생최강부에서 우승했고, 제4회 몽백합배 32강전에서 일리야 쉭신을 상대로 승리하여 제6기 포인트 입단했다. 2021년 4단으로 승단했다.